# Casa Tutu
La Casa Tutu está ubicada en la calle Vilakazi en Soweto, Johannesburgo, Sudáfrica, fue el hogar de Desmond Tutu y su esposa Leah. Es parte del patrimonio histórico de Johannesburgo.

## Descripción
Desmond Tutu y su familia se mudaron a esta casa en 1975. Se dice que la calle Vilakazi es la única calle del mundo donde han vivido dos premios Nobel ya que Nelson Mandela vivía muy cerca. De hecho recibió el premio Nobel durante el tiempo que vivió en la casa, por su lucha contra el apartheid y dirigir la Comisión de la Verdad y la Reconciliación del presidente.

Placa develada por el Obispo en 2011.

En realidad Tutu no necesitaba vivir allí, ya que le habían ofrecido la residencia del decano en el adinerado suburbio blanco de Houghton. Sin embargo, no quería ser visto por la gente como un "blanco honorario", por lo que vivía a doce millas del centro de la ciudad. Las condiciones eran precarias en Soweto, el cual aunque era el mayor desarrollo urbano de Sudáfrica, con más de un millón de habitantes, solo un teléfono público por cada 26.000. Solo el 15% tenía electricidad y el 75% no tenía agua corriente al mudarse. A los africanos negros no se les permitía poseer viviendas en Soweto, ya que se consideraban trabajadores temporales.
La casa fue ampliada por Jo Noero en 1990, el mismo arquitecto que había trabajado en la Iglesia Anglicana en Transvaal.
Tutu vivío allí hasta su fallecimiento en diciembre de 2021.  En 2011, la entonces Fundación Simon van de Stel instaló una placa azul en la casa como parte de la ruta patrimonial de Johannesburgo. La calle Vilakazi atrae a miles de turistas desde que la Casa Mandela abrió sus puertas al público en 1997, convirtiéndose rápidamente en uno de los veinte destinos turísticos más populares. A diferencia de está, Casa Tutu no está abierta al público, pero la calle cuenta con varias tiendas y restaurantes.